# Люксембург на «Евровидении-1963»
Люксембург принял участие в Евровидении 1963, проходившем в Лондоне, Великобритания. Её на конкурсе представила Нана Мускури с песней «À force de prier», выступавшая под номером 16. В этом году страна получила 13 баллов и заняла 8 место. Комментатором конкурса от Люксембурга в этом году стал Пьер Черния (Télé-Luxembourg).
Нана Мускури выступила в сопровождении оркестра под руководством Эрика Робинсона.
Мускури была отобрана телекомпанией RTL в качестве представителя страны на конкурсе.

## Страны, отдавшие баллы Люксембургу
Каждая страна присуждала от 1 до 5 баллов пяти наиболее понравившимся песням.
| Отдали Люксембургу… | Отдали Люксембургу… | Отдали Люксембургу… | Отдали Люксембургу… |
| 4 балла             | 3 балла             | 2 балла             | 1 балл              |
| ------------------- | ------------------- | ------------------- | ------------------- |
| Франция             | Германия            | Дания Швейцария     | Италия Финляндия    |

## Страны, получившие баллы от Люксембурга
| 5 баллов | Дания     |
| 4 балла  | Италия    |
| 3 балла  | Швейцария |
| 2 балла  | Монако    |
| 1 балл   | Франция   |